# Cyrtandra burbidgei
Cyrtandra burbidgei är en tvåhjärtbladig växtart som beskrevs av Charles Baron Clarke. Cyrtandra burbidgei ingår i släktet Cyrtandra och familjen Gesneriaceae. Inga underarter finns listade i Catalogue of Life.